# Scheinehe
Als Scheinehe wird eine formal gültige Ehe bezeichnet, deren Zweck nicht die Bildung einer ehelichen Beistands- und Lebensgemeinschaft ist (für Deutschland definiert in § 1353 BGB), sondern die ausschließlich geschlossen wird, damit einer der Partner, beide oder Dritte einen rechtlichen Vorteil aus der Eheschließung ziehen.
Im Bereich des Ausländerrechts spricht man von einer Scheinehe (unter politischen Aktivisten auch von Schutzehe), wenn die Eheschließung allein den Zweck verfolgt, dem ausländischen Ehepartner ein Aufenthaltsrecht zu verschaffen bzw. eine Ausreisepflicht auszusetzen. Die Motive des Ehepartners, von dem ein Aufenthaltsrecht abgeleitet wird, können sehr unterschiedlich sein. Bekannt sind das Eingehen von Scheinehen gegen Geld oder sonstige Vorteile (Dienstleistungen, Geschlechtsverkehr, Sachwerte), aus Hilfsbereitschaft oder Mitleid aber auch auf Grund von Täuschungen über den tatsächlichen Zweck der Ehe.

## Begriffliche Abgrenzung
Kriminologisch definiert ist die Scheinehe eine Verbindung, bei der keine gemeinsame Lebensführung (mehr) angestrebt wird, sondern die lediglich den Zweck hat, unter Täuschung der Behörden bezüglich der angeblich gemeinsamen Lebensführung einen privilegierten Aufenthaltsstatus für den ausländischen Partner zu erschleichen, der diesem ansonsten nicht zustehen würde.
Begrifflich ist die Scheinehe von einer Zweckehe zu unterscheiden. In einer Zweckehe sollen mit der Eheschließung gleichzeitig bestimmte Vorteile für die Ehepartner verwirklicht werden, die z. B. steuerlicher, erbrechtlicher oder auch aufenthaltsrechtlicher Natur sein können. Das Wesen der ehelichen Lebensgemeinschaft wird hierbei aber nicht in Frage gestellt und bleibt gewahrt. Die Scheinehe dagegen zielt ausschließlich auf die Erlangung von (in der Regel ausländer-)rechtlichen Vorteilen ab, ohne dass nach dem Willen der Eheschließenden eine eheliche Lebensgemeinschaft im gesetzlichen Sinne entstehen soll. Diese wird vielmehr nur vorgetäuscht.

## Rechtliche Situation in Deutschland

### Juristische Behandlung
In Deutschland steht die Ehe unter grundgesetzlichem Schutz (Art. 6 GG), daher haben mit Deutschen verheiratete Ausländer in der Regel einen Anspruch auf Erteilung einer Aufenthaltserlaubnis (§ 28 AufenthG), selbst wenn sie vor der Eheschließung ausreisepflichtig gewesen sein sollten. Der Schutz von Ehe und Familie führt außerdem bereits bei einer unmittelbar bevorstehenden Eheschließung zu einem rechtlichen Hindernis der Abschiebung (§ 60a Abs. 2 AufenthG). Ein Anspruch auf Erteilung einer Aufenthaltserlaubnis haben in bestimmten Fällen auch Ehepartner von Ausländern (vgl. § 30 AufenthG); für die Ehepartner von freizügigkeitsberechtigten EWR-Bürgern gilt § 3 FreizügG/EU.

#### Systematik
Eine Scheinehe kann in zeitlicher und in partnerschaftlicher Hinsicht unterschieden werden in anfängliche bzw. nachträgliche Scheinehe sowie einseitige und beidseitige Scheinehe. Bei der anfänglichen Scheinehe beabsichtigt bereits bei der Eheschließung wenigstens einer der Partner keine Führung einer ehelichen Lebensgemeinschaft. Eine nachträgliche Scheinehe kommt in der Regel dadurch zu Stande, dass die Partner eine anfängliche Führung einer ehelichen Lebensgemeinschaft aufgeben, aber nach außen den Anschein der ehelichen Lebensgemeinschaft aufrechterhalten. Bei einer einseitigen Scheinehe beabsichtigt lediglich ein Partner keine eheliche Lebensgemeinschaft, bei der beidseitigen Scheinehe ist von beiden Partnern keine gelebte Ehe beabsichtigt.

#### Rechtsfolgen
Eine anfängliche, beidseitige Scheinehe kann gegebenenfalls durch das Familiengericht aufgehoben werden (§ 1314 Abs. 2 Nr. 5 BGB), wobei der Antrag auch durch eine Verwaltungsbehörde (nach Landesrecht z. B. das Ordnungsamt) gestellt werden kann (§ 1316 Abs. 3 BGB). Für einseitige oder nachträgliche Scheinehen besteht nur die Möglichkeit einer Scheidung, in der Regel erst nach Ablauf eines Trennungsjahres.
Für eine formal (noch) gültige Scheinehe besteht kein verfassungsrechtlicher Schutz, sodass sich aus ihr auch keine aufenthaltsrechtlichen Ansprüche ableiten lassen (vergleiche § 27 Abs. 1, 1a AufenthG). Ein bereits entstandenes bzw. erteiltes Aufenthaltsrecht entfällt dadurch jedoch nicht unmittelbar, kann jedoch ggf. durch die zuständige Behörde durch Rücknahme oder Verkürzung der Geltungsdauer der Aufenthaltserlaubnis zum Erlöschen gebracht werden.
Das Eingehen einer Scheinehe steht in Deutschland nicht unter Strafe. Erst wenn wegen der Ehe ein Aufenthaltstitel beantragt wird und somit über den Bestand einer ehelichen Lebensgemeinschaft getäuscht wird, kann eine Strafbarkeit gem. § 95 Abs. 2 Nr. 2 AufenthG in Frage kommen. Strafbar macht sich dabei auch der deutsche Ehegatte, der die Führung einer ehelichen Lebensgemeinschaft gegenüber der Ausländerbehörde bestätigt. Für die Strafbarkeit ist es ohne Belang, ob die Scheinehe gegen Bezahlung eingegangen und nach außen als gelebte Ehe dargestellt wurde oder die Handlungen aus anderen, nicht-monetären Motiven erfolgten. Weiterhin ist es für die Verwirklichung des Straftatbestandes unerheblich, ob tatsächlich auf Grund der unrichtigen Angaben ein Aufenthaltstitel erlangt wurde oder nicht.
In der Praxis kommt es regelmäßig zu Verurteilungen von deutschen wie ausländischen Beteiligten an Scheinehen. Die entsprechenden Nachweise werden von den Ausländerbehörden und der Polizei in der Regel durch gleichzeitige und getrennte Befragungen der Partner über die Umstände des Kennenlernens, der Eheschließung und der Lebensverhältnisse, Ermittlungen vor Ort (z. B. Befragungen von Nachbarn, unangekündigte Kontrollbesuche in den frühen Morgenstunden etc.) gesammelt. Diese reichen den Strafgerichten für Verurteilungen dann regelmäßig aus.
Verwaltungsrechtlich führt die anfängliche Scheinehe bereits nicht zu einem Anspruch auf Erteilung einer Aufenthaltserlaubnis. Wird diese (zunächst) doch erteilt, kann sie in der Regel zurückgenommen werden (§ 48 VwVfG des jeweiligen Bundeslandes). Im Falle der späteren Aufhebung einer zunächst tatsächlich geführten ehelichen Lebensgemeinschaft besteht ggf. ein eigenständiges Aufenthaltsrecht des ausländischen Ehegatten (§ 31 AufenthG). Falschangaben gegenüber der Ausländerbehörde können jedoch gemäß § 55 Abs. 2 Nr. 2 i. V. m. § 95 Abs. 2 Nr. 2 AufenthG einen Ausweisungsgrund darstellen, womit dann die allgemeinen Erteilungsvoraussetzungen für die weitere Verlängerung des Aufenthalts nicht mehr gegeben sind (vgl. § 5 Abs. 1 Nr. 2 AufenthG). Tatsächlich verfügt wird eine Ausweisung in der Regel jedoch nur, wenn ohne die Scheinehe kein anderweitiges Aufenthaltsrecht bestehen würde.
Möglich ist auch, dass eine anfängliche Scheinehe sich zu einer tatsächlich gelebten Ehe mit den entsprechenden aufenthaltsrechtlichen Vorteilen entwickelt. Jedenfalls bei Vorliegen von begründeten Zweifeln an einer schutzwürdigen Ehe (z. B., weil bereits in der Anfangszeit der Ehe umfangreiche Ermittlungen mit negativem Ergebnis durchgeführt wurden), liegt die materielle Beweislast für insofern jedoch beim antragstellenden Ausländer. Die Nichterweislichkeit einer (nunmehr) unter Art. 6 Abs. 1 GG fallenden Ehe wirkt sich dann zu Lasten des Ausländers aus.
Die emotionale Beziehung der Partner zueinander und insbesondere auch ihr gemeinsames Sexualleben dürfen von Behörden und Gerichten nicht erforscht werden. Sie gehören zur Intimsphäre, die auch von Behörden und Gerichten zu respektieren ist. Insbesondere können die Partner auch vereinbaren, keine sexuellen Kontakte miteinander haben zu wollen, ohne dass dadurch der grundgesetzliche Schutz entfiele und automatisch eine Scheinehe anzunehmen wäre. Umgekehrt indiziert eine partnerschaftliche Intimsphäre jedoch das Vorliegen einer ehelichen Lebensgemeinschaft, sodass es für die Betroffenen u. U. sinnvoll sein kann, hierüber freiwillige Angaben zu machen.

### Lebenspartnerschaft (bis 2017) und Homosexualität
Auch die gleichgeschlechtliche Lebenspartnerschaft nach dem Lebenspartnerschaftsgesetz kann einem oder beiden Partnern Vorteile in anderen Rechtsbereichen erbringen, so dass auch hier, ähnlich wie bei der in Deutschland stets verschiedengeschlechtlichen Ehe, Anreize vorliegen konnten, eine solche Lebenspartnerschaft zum Schein einzugehen. Der Begriff Scheinlebenspartnerschaft wird kaum verwendet, allenfalls im juristischen Kontext, wo es um Unterschiede geht. Mark Dominik Hope war 2002 der Meinung, dass Scheinpartnerschaft beziehungsweise Scheinlebenspartnerschaft grammatikalisch zu umfassend sind und verwendete den Begriff scheineingetragene Lebenspartnerschaft.
Während die Scheinehe formal wirksam wird und lediglich ex nunc aufhebbar ist, gilt die Scheinlebenspartnerschaft als von Anfang an unwirksam (§ 1 Abs. 1 Nr. 4 LPartG a. F.). Daraus resultieren u. U. erhebliche Rechtsunsicherheiten sowohl für die Lebenspartner als auch für Dritte, deren Rechte vom Bestand bzw. Nichtbestand der Lebenspartnerschaft beeinflusst werden.
Heterosexuelle Scheinehen und Zweckehen von Homosexuellen untereinander oder mit heterosexuellen Partnern gibt es aus verschiedenen Gründen (Aufenthalt, Versorgung, Beruhigung der Verwandtschaft und Gesellschaft, besonders auch früher Eindämmung von Gerüchten und als Argument gegen eine Strafverfolgung) schon seit Jahrhunderten. Manchmal wird auch die heterosexuelle Ehe als Teil einer „Heilung“ von Homosexualität gesehen. Relativ selten blieben gleichgeschlechtliche Zweck-Lebenspartnerschaften zur gegenseitigen Versorgung, die von Heterosexuellen eingegangen wurden.

## Rechtliche Situation in Österreich

### Zivilrecht
Eine Ehe, die zum Zweck der Erlangung der unbeschränkten Aufenthaltsmöglichkeit im Inland oder des ungehinderten Zutritts zum österreichischen Arbeitsmarkt erfolgt, ohne dass die Ehegatten die Absicht haben, ein gemeinsames Familienleben im Sinne des Art. 8 EMRK zu führen, kann vom Gericht für nichtig erklärt werden. Die Klagebefugnis zur Nichtigkeitsklage hat ausschließlich der Staatsanwalt. Bis zur Nichtigerklärung der Ehe durch ein Urteil des Gerichts ist die Ehe gültig.

### Verwaltungsrecht
Seit Einführung des Fremdenrechtspakets 2005 wird die Scheinehe als „Aufenthaltsehe“ bezeichnet. § 30 Abs. 1 Niederlassungs- und Aufenthaltsgesetz (NAG) bestimmt, dass Ehegatten, die ein gemeinsames Familienleben im Sinne des Art. 8 EMRK nicht führen, sich für die Erteilung und Beibehaltung von Aufenthaltstiteln nicht auf die Ehe berufen dürfen.
Gegen einen Fremden, der eine Ehe geschlossen, sich für die Erteilung einer Aufenthaltsbewilligung oder eines Befreiungsscheins auf die Ehe berufen, aber mit dem Ehegatten ein gemeinsames Familienleben im Sinn des Art. 8 EMRK nie – also zu keiner Zeit – geführt hat, kann ein bis zu fünfjähriges Aufenthaltsverbot erlassen werden (§ 53 Abs. 2 Satz 3 Nr. 8 Fremdenpolizeigesetz 2005 – FPG).

### Strafrecht
Gerichtlich strafbar macht sich ein Österreicher oder ein zur Niederlassung im Bundesgebiet berechtigter Fremder nach § 117 Fremdenpolizeigesetz 2005, wenn er eine Ehe mit einem Fremden eingeht, ohne ein gemeinsames Familienleben (Art. 8 EMRK) führen zu wollen. Voraussetzung ist, dass der Täter weiß oder wissen musste, dass sich der Fremde für die Erteilung oder Beibehaltung eines Aufenthaltstitels, zum Erwerb der Staatsbürgerschaft oder zur Hintanhaltung aufenthaltsbeendigender Maßnahmen auf diese Ehe berufen will. Es droht eine Geldstrafe bis 360 Tagessätzen.
Wer noch bevor eine zur Strafverfolgung berufene Behörde von seinem Verschulden erfahren hat, an der Feststellung des Sachverhalts mitwirkt, ist deswegen nicht zu bestrafen.
Eine Freiheitsstrafe von bis zu einem Jahr oder mit einer Geldstrafe bis 360 Tagessätzen droht, wenn das gleiche Delikt mit Bereicherungsvorsatz, d. h. gegen Entgelt, begangen wurde.
Schwerer bestraft (mit Freiheitsstrafe von bis zu drei Jahren) wird die gewerbsmäßige Vermittlung von Aufenthaltsehen.

## Rechtliche Situation in der Schweiz

### Rechtswirkungen der Ehe
Bis 1992 erhielt eine Ausländerin automatisch das Schweizer Bürgerrecht, wenn sie einen Schweizer heiratete; umgekehrt jedoch erhielt ein ausländischer Mann nur eine erleichterte Einbürgerung, wenn er eine Schweizerin heiratete. Seither werden die Geschlechter gleich behandelt. Die Eheschließung führt in allen Fällen zum befristeten Aufenthaltsrecht. Dauert eine Ehe länger als drei Jahre, wird die Aufenthaltsbewilligung verlängert. Ist man mit einer Person verheiratet, die das Schweizer Bürgerrecht oder eine unbefristete Niederlassungsbewilligung (C-Ausweis) besitzt, erhält man den C-Ausweis nach 5 statt 10 Jahren Aufenthalt.

### Strafbarkeit
Das Eingehen einer Scheinehe an und für sich war lange Zeit straffrei. Nach Art. 118 des 2005 in Kraft getretenen Ausländer- und Integrationsgesetzes macht sich strafbar:
- wer falsche Angaben macht oder wesentliche Tatsachen verschweigt, damit jemand ein Aufenthaltsrecht erhält oder behält
- wer zwecks Umgehung der Ausländergesetze eine Ehe schließt, eine solche vermittelt oder ermöglicht.

Beide Vergehen werden mit Geldstrafe oder bis zu drei Jahren Haft bestraft.

### Zivilrecht
Eine einmal geschlossene Scheinehe kann zivilrechtlich als Rechtsmissbrauch erkannt und geschieden werden. Der ausländische Partner verliert das Aufenthaltsrecht, und der Partner mit dem höheren Erwerbseinkommen verliert als Folge der Scheidung einen Teil seiner Rentenansprüche.
Nach dem Bundesamt für Migration gelten als Indizien für eine Scheinehe Tatsachen wie Ehe kurz vor drohender Ausweisung, kurze Bekanntschaft, großer Altersunterschied, keine Wohngemeinschaft, keine gemeinsame Sprache, die Ehevermittlung durch Drittpersonen, oder wenn der Schweizer Partner einer sozialen Randgruppe angehört.

## Bekannte Scheinehen
- Sonia Terk und Wilhelm Uhde (1908)
- Max Goldt und Else Gabriel (1989)

## Filme
- Die US-Komödie Green Card handelt von einer Scheinehe zum Zweck der Erlangung einer Aufenthaltserlaubnis.
- Das Glück in der Mansarde (1927) über eine vorgetäuschte Ehe, um eine Frau vor der Strafverfolgung zu schützen.
- Gegen die Wand (2004) handelt von einer Scheinehe zwischen zwei Türken, um dem Einfluss der Eltern der Braut zu entkommen.
- Lornas Schweigen handelt von einer Scheinehe, die eine Albanerin im kriminellen Milieu in Belgien eingehen muss.
- Die Komödie Deutschmänner handelt von der parallelen Situation einer Schein-Lebenspartnerschaft.
- Toubab handelt von einer gleichgeschlechtlichen Scheinehe, um einer Abschiebung nach Senegal zu entgehen.